# Kärande
Kärande kallas den som väcker talan mot annan i civilrättslig domstol. Den som talan väcks mot och som är kärandens motpart kallas svarande.
Ordet 'kärande' härstammar från 'kära' med grundbetydelsen 'klaga' (apropå sorg och bekymmer).
Om svaranden i samma mål själv stämmer käranden, kallas detta genkäromål. Målen handläggs i samma rättegång.
En utländsk medborgare, som inte har hemvist inom EU eller EES eller en utländsk juridisk person med säte utanför EU eller EES, måste ställa säkerhet för de rättegångskostnader som han kan bli skyldig att betala om han vill väcka talan vid svensk domstol mot en svensk medborgare eller mot någon som har hemvist i Sverige eller mot svensk juridisk person enligt 1 § Lag om skyldighet för utländska kärande att ställa säkerhet för rättegångskostnader. Detta gäller under förutsättning att svaranden fordrar det. Ställs inte säkerhet ska talan avvisas av domstolen.
Med kärande jämställs en målsägande, som för talan i brottmål och den som är sökande i ett domstolsärende. Den som är statslös eller politisk flykting ska i fråga om skyldigheten att ställa säkerhet vara likställd med en medborgare i den stat där han har hemvist. Att vissa ytterligare undantag finns framgår av 1 § i Tillkännagivande om befrielse i vissa fall för utländska kärande att ställa säkerhet för rättegångskostnader, m.m.